# Informazioni di sistema
Informazioni di sistema (precedentemente System Profiler) è un'utilità sviluppata dalla Apple Inc. per il sistema operativo macOS. Essa fornisce dettagli su tutto l'hardware (incluso il numero di serie), le periferiche, i driver, le applicazioni, le impostazioni e le estensioni kernel installate sul proprio Mac. Può esportare le informazioni in formato solo testo, RTF o nel formato XML plist. Può anche inviare le informazioni direttamente a Apple, se l'utente lo desidera.

## Storia
È inclusa nel sistema operativo a partire da System 7.6, ma era chiamata Apple System Profiler. A partire da Mac OS X Cheetah fino a Mac OS X Tiger era invece nominata semplicemente System Profiler. A partire da OS X Lion è stata rinominata in Informazioni di sistema.